# Nicolaas Jacobs
Nicolaas „Nico“ Jacobs (* 26. Januar 1981 in Pretoria, Südafrika) ist ein ehemaliger namibischer Ringer. Er trat in den Gewichtsklassen Freistil bis 96 Kilogramm sowie selten im griechisch-römischen Stil an.
Sein größter sportlicher Erfolg war der Gewinn der Bronzemedaille 2003 bei den Afrikaspielen im nigerianischen Abuja. Zuvor hatte Jacobs bereits 1998 bei den Ringer-Afrikameisterschaften Bronze bis 76 kg bzw. 2001 bis 85 kg gewonnen. Beim Commonwealth Championship 2003 bzw. 2005 folgten in der Gewichtsklasse bis 96 Kilogramm eine Silber- bzw. Bronzemedaille im Freistil bzw. griechisch-römischen Stil. Bei den Commonwealth Games 2022 wurde er in der Gewichtsklasse bis 84 Kilogramm neunter.
2004 nahm er an den Olympischen Sommerspielen in Athen teil, wo Jacobs in Runde 1 den zweiten Platz seiner Gruppe belegte und insgesamt 18. wurde.